# Dzina Sazanavets
Dzina Sazanavets (née le 25 octobre 1990) est une haltérophile biélorusse.

## Carrière
Elle termine quatrième du concours des moins de 69 kg des Jeux olympiques de 2012 à Londres. Le 27 octobre 2016, le Comité international olympique annonce sa disqualification de ces Jeux en raison de la présence de substances interdites, la drostanolone et le stanozolol, dans les échantillons prélevés lors de ces Jeux.

## Palmarès

### Championnats d'Europe
- 2013 à Tirana
  -  Médaille d'argent en moins de 69 kg.